# Обра (Великопольське воєводство)
Обра (пол. Obra, нім. Obra) — село в Польщі, у гміні Вольштин Вольштинського повіту Великопольського воєводства.
Населення — 2049 осіб (2011).
У 1975-1998 роках село належало до Зеленоґурського воєводства.

## Демографія
Демографічна структура станом на 31 березня 2011 року:
|          | Загалом | Допрацездатний вік | Працездатний вік | Постпрацездатний вік |
| -------- | ------- | ------------------ | ---------------- | -------------------- |
| Чоловіки | 1052    | 218                | 744              | 90                   |
| Жінки    | 997     | 193                | 624              | 180                  |
| Разом    | 2049    | 411                | 1368             | 270                  |